# Piaski (gmina Szadek)
Piaski – wieś sołecka w Polsce położona w województwie łódzkim, w powiecie zduńskowolskim, w gminie Szadek.
Integralną częścią wsi jest Wola Przatowska. 
W latach 1975–1998 miejscowość należała administracyjnie do województwa sieradzkiego.
W 2011 roku wieś była zamieszkiwana przez 122 osoby. 